# 娘と私
『娘と私』（むすめとわたし）は、獅子文六による小説。
『主婦の友』1953年1月号から1956年5月号まで連載された。獅子文六にとって初めての私小説で、ストーリーはもちろん、登場人物名もほぼ実在のモデルに準拠している。1958年にNHKでラジオドラマ化された後、1961年4月からは連続テレビ小説第1作としてテレビドラマ化された。その後も、1962年には映画化も行われたほか、フジテレビでもテレビドラマとして放送された。

## あらすじ
「私」は演劇を学ぶために留学したパリで現地の娘・エレーヌと結婚、帰国後に一人娘・麻里が生まれる。エレーヌは病に倒れ、フランスへ戻ってそこで没する。「私」はその後、麻里との2人だけの生活を経て再婚。戦中・戦後を経て、やがて麻里は結婚する。
作中には『悦ちゃん』『海軍』『てんやわんや』『自由学校』など、それまでに発表された作品の執筆時のエピソードも描かれている。

## 書誌情報
- 獅子文六『娘と私』筑摩書房、2014年11月10日。ISBN 978-4-480-43220-9。[2]

## ラジオドラマ
『連続ホームドラマ・娘と私』として、NHKで1958年4月から1年間放送された。放送ライブラリーにて、この放送の第1回が公開されている。

## テレビドラマ

### 連続テレビ小説
連続テレビ小説の記念すべき第1作である。全250回。前述のラジオドラマが好評だったためテレビドラマ化された。日本放送作家協会賞受賞作品。
1961年4月3日から1962年3月30日まで1年間放送され、月曜日から金曜日8時40分 - 9時の20分番組である。次作『あしたの風』以降は、1回15分番組となる。
主人公は「私」と表記された。連続テレビ小説シリーズ史上、主人公が特定の氏名を持たない唯一の作品であるとともに、数少ない男性主演作品である。情景描写の「語り」を多用した作品である。
当時はビデオ技術が不十分であり、ほとんどの放送資料が消失しているために全話通しての再放送もソフト化も配信も不可能である。NHKアーカイブス保存番組検索によると166回、179回、最終回が現存している。また放送ライブラリーでも、最終回が公開されている。

#### 出演者
- 私（主人公・語り） - 北沢彪[10]
- 麻里（主人公の娘） - 北城由紀子[10]（幼少時：小林美七子[10]、少女時：村田貞枝[11][12]）
- 千鶴子（主人公の後妻） - 加藤道子[10]
- 鍋島（麻里の夫） - 久富惟晴[10]
- 父 - 竜崎一郎
- 母 - 日高ゆりえ
- 婆や - 小峰千代子[10]
- 佐山（主人公の旧友） - 村上冬樹[10]
- 麻子（佐山の妻） - 山岡久乃[10]
- 為吉（植木屋） - 陶隆[13]
- ミネ - 柏正子[13]
- 京子 - 石田昭子[14]
- 加藤（編集長） - 巖金四郎[15]
- その他 - 田上嘉子[10]、山口崇、黒木憲三、鰐淵晴子、小畑絹子[10]、立川恵作[10]、中島喜美栄、田所千鶴子、ウィリアム・ヒューズ、石川由紀、佐々木康子

#### スタッフ
- 脚本 - 山下与志一[9]
- 音楽 - 斎藤一郎[9]
- 美術 - 塚田康介[9]
- 演出 - 丹羽一雄、田中昭男[9]

1958年のラジオドラマ版と同一のスタッフで製作された。
| NHK 連続テレビ小説      | NHK 連続テレビ小説  | NHK 連続テレビ小説                                           |
| 前番組                  | 番組名              | 次番組                                                       |
| ----------------------- | ------------------- | ------------------------------------------------------------ |
| -                       | 娘と私 （1961年度） | あしたの風 （1962年度）                                      |
| NHK 平日8:40 - 9:00枠   |                     |                                                              |
| （放送休止中）          | 娘と私（本放送）    | 茶の間の科学 （月 - 土）                                     |
| NHK 平日13:00 - 13:20枠 |                     |                                                              |
| 婦人の話題              | 娘と私（再放送）    | きょうの料理（再） ※13:00 - 13:15きょうのうた ※13:15 - 13:20 |

### フジテレビ版
フジテレビ系で1966年10月4日 - 1967年4月4日に放送。「国際羊毛事務局」の単独提供で、「ウール・アワー」という冠が付いている。

#### 主な出演者（フジテレビ版）
- 芦田伸介[16]
- 鰐淵晴子[16]
- 加藤治子[16]
- 清水将夫[16]
- 下元勉[16]
- 小夜福子[16]
- 内藤功子[16]
- 細川ちか子[16]

#### スタッフ（フジテレビ版）
- 脚本：池田一朗[16]
- 演出：若杉光夫[16]

| フジテレビ系 火曜21時枠前半                                                          | フジテレビ系 火曜21時枠前半 | フジテレビ系 火曜21時枠前半                                                          |
| 前番組                                                                               | 番組名                      | 次番組                                                                               |
| ------------------------------------------------------------------------------------ | --------------------------- | ------------------------------------------------------------------------------------ |
| 火曜映画劇場（第1期） （20:00 - 21:26）待ッテマシタ! （21:26 - 21:30） ※30分繰り上げ | 娘と私 （フジテレビ版）     | 火曜映画劇場（第2期） （20:00 - 21:26）待ッテマシタ! （21:26 - 21:30） ※30分繰り下げ |

## 映画
1962年4月1日公開。モノクロ作品。製作は東京映画。配給は東宝。併映は『女難コースを突破せよ』（監督：筧正典。主演：小林桂樹）と、短編記録映画『皇太子ご夫妻のアジア旅行』（構成・編集：渡辺武仁）。

### 主な出演者（映画）
- 岩谷士郎：山村聰[17]
- 岩谷麻理：小橋玲子[17]（8 - 10歳時）→星由里子[17]（16 - 24歳時）
- 岩谷エレーヌ：フランソワーズ・モレシャン[17]
- 岩谷千鶴子：原節子[17]
- 北川きよ：杉村春子[17]
- リシェール：キャラン・ドロウ[17]
- 植村：松村達雄[17]
- 大観堂：古今亭今輔 (5代目)[17]
- 渡辺：小沢栄太郎[17]
- 千鶴子の父：三津田健[17]
- 彼岸花の親爺：東野英治郎[17]
- 病院の先生：滝田裕介[17]
- 日本人の尼僧：菅井きん[17]
- 麻理の夫：山﨑努

### スタッフ（映画）
- 監督：堀川弘通[17]
- 脚色：広沢栄[17]
- 音楽：池野成[17]